# بوفچه-شبگرد والاس
بوفچه-شبگرد والاس (نام علمی: Aegotheles wallacii) گونه‌ای از پرندگان خانواده Aegothelidae است و در گینه نو یافت می‌شود.
این نام از آلفرد راسل والاس، طبیعت‌شناس، کاشف، جغرافی‌دان و زیست‌شناس بریتانیایی گرفته شده است.